# 大光山煤矿
大光山煤矿是位于中華人民共和國江西省吉安市安福县境内的一個煤礦，距離安福縣縣城5公里。矿区占地面积约2.5平方公里，井田面积共约20.7平方公里。矿区铁路专用线与分文铁路相衔接。
大光山煤矿含煤地为二叠纪晚世早期乐平组。至1990年末，累计探明地质储量3329.0万吨，保有储量3125.2万吨，剩余可采储量1514.9万吨。

## 歷史
大光山煤矿原为福州军区江西生产建设兵团七团三营，1969年始建。1975年6月兵团建制撤销后，由井冈山地区代管。1976年1月29日，移交江西煤炭工业管理局管理，正式命名为江西省大光山煤矿。
至1990年，大光山煤矿先后开工建设4处矿井，设计年生产能力52万吨。2007年，大光山煤矿和其他煤礦整合组建新余矿业。2016年年底，江西省大光山煤业公司关闭矿井，大光山居民生活区的各项职能己移交安福县枫田镇，并且成立安福县枫田镇大光山社区。

## 大光山煤矿二号井
大光山煤矿二号井位于安福县枫田乡境内，是大光山煤矿的主力矿井。二号井由江西省煤矿设计院负责设计，江西省煤矿建设公司第一工程处承担施工。工程于1977年9月破土动工。1981年9月由江西省煤炭工业局组织验收。1982年2月正式移交大光山煤矿投入生產。